# D'Elidas
D'Elidas är en stark chilisås från Panama som produceras av företaget D’Elidas S.A i Panama. D’Elidas gula originalchilisås är gjord på huvudingredienserna "Aji Chombo" (panamansk habanero), senap och vinäger.

## Historik
Ursprungsreceptet till D'Elidas skapades 1904 av en grupp panamaner av karibiskt ursprung. I nästan 100 år ärvdes receptet vidare genom generationer innan señora Elida Valdivieso från Panama tog initiativet att kommersialisera sin version av denna sås.
I april 2002 blev D’Elidas och dess varumärke uppköpt av en grupp panamanska entreprenörer som insåg produktens potential. Samma år skapades bolaget D’Elidas S.A. och den första exporten från Panama till USA startade. Idag exporterar D'Elidas S.A. sina produkter till USA (New York, North Carolina och Kalifornien samt till Kanada, Costa Rica, El Salvador, Indien och Sverige.

## Styrka
D’Elidas gula originalchilisås mäter mellan 2,500–5,000 SHU på scovilleskalan.

## Varianter
D’Elidas S.A. startade sin marknadsföring med sin gula starka chilisås "Picante Chombo" med huvudingredienserna "Aji Chombo" (panamansk benämning på habanero), senap och vinäger.
Produktportföljen har efterhand utökats och innefattar numera både en röd stark sås och en grön stark sås, båda innehållande habanero och vinäger, men utan senap. Det finns också en Kinainfluerad D'Elidas sötsur sås vilken är den enda i sitt slag i världen som är baserad på den starka habanero-chilin.